# Sadova (Suceava)
Sadova es una comuna ubicada en el distrito de Suceava, Rumania.

## Superficie
Posee una superficie de 68,06 kilómetros cuadrados.

## Demografía
Hasta 2021 la población era de 2389 habitantes, con una densidad de población de 35,10 habitantes por kilómetro cuadrado.